# Sanitec
Sanitec was een Europees sanitair producent. Het hoofdkantoor was gevestigd in Helsinki. Tot de overname door het Zwitserse Geberit was het bedrijf grotendeels in handen van de Zweedse private equity firma EQT (bezat 77,5% van Sanitec sinds 2009, voorheen 100%) en had diverse Europese keramiek merken met 18 productielocaties.

## Geschiedenis
Sanitec werd in 1990 opgericht als dochteronderneming van Wärtsilä. Vanaf 1999 Sanitec werd verhandeld op de beurs van Helsinki. Deze lijst eindigde op 1 november 2001 na de overname door de Pool Acquisition Helsinki Oy, een bedrijf waarmee Sanitec per 31 maart 2002 fuseerde. In het begin van 2005, werd het gefuseerde bedrijf volledig overgenomen door EQT.
In februari 2015 werd Sanitec overgenomen door branchegenoot Geberit voor een bedrag van omgerekend 1,06 miljard euro.

## Merken
De volgende merken werden verworven door het bedrijf (met jaartal):
- Allia, Frankrijk (1991)
- IDO, Finland
- Ifö, Zweden (1981)
- Keramag, Duitsland (1991)
- Kolo, Polen (1993)
- Koralle, Duitsland
- Porsgrund, Noorwegen (1985)
- Pozzi-Ginori, Italië (1993)
- Selles, Frankrijk
- Koninklijke Sphinx, Nederland (1999)
- Twyford Bathrooms, Verenigd Koninkrijk (2001)
- Varicor, Duitsland (1998)